# Marino (homem magnífico)
Marino (em latim: Marinus; em grego: Μαρίνος; romaniz.: Marínos) foi um cortesão bizantino do século VI, ativo no reinado do imperador Maurício (r. 582–602). Vivia em Constantinopla e se sabe que era esposo de Górdia e pai de Teoctista, a esposa de Cristodoro, e que detinha o título de homem magnífico, indicando que era senador. Foi citado na carta VII.27 do papa Gregório I (r. 590–604) de junho de 597, que informa sobre sua posição, bem como que era ignorante em latim.